# Beate Winkler

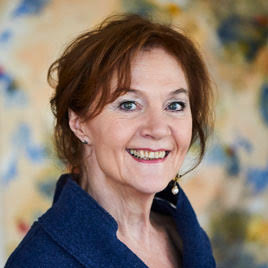
Beate Winkler (2017)

Beate Winkler (* 14. November 1949 in Dresden) ist eine deutsche Menschenrechtlerin und Kunstmalerin. Sie war die erste Frau an der Spitze einer Agentur der Europäischen Union.

## Leben
Als Beate Winkler acht Jahre alt war, floh ihre Familie aus der DDR in die Bundesrepublik Deutschland. Ihre Schulzeit verbrachte sie in Köln und Bergisch Gladbach. An den Universitäten in Köln und Freiburg studierte sie Jura.
1978 trat sie in das Bildungsministerium der Bundesrepublik Deutschland in Bonn ein. 1982 wechselte sie in den Stab der Ausländerbeauftragten der Bundesregierung, Liselotte Funcke, ins Arbeitsministerium. 1984 wurde sie mit einer von Alexander Lüderitz betreuten Arbeit zum Thema „Elterliche Sorge und Berufswahl“ promoviert. 1996 wurde sie zur Hauptgeschäftsführerin des Bundes Deutscher Architekten (BDA) berufen.
1998 wurde sie mit dem Aufbau und der Leitung der neugegründeten Europäischen Stelle zur Beobachtung von Rassismus und Fremdenfeindlichkeit (EUMC) in Wien betraut. Während ihres Mandats wurde die Beobachtungsstelle, die anfangs sechs Mitarbeiter zählte, 2007 zur Agentur der Europäischen Union für Grundrechte ausgebaut. Die Zahl der Mitarbeiter wurde auf rund 100 aufgestockt.
Nach ihrem Ausscheiden aus der Agentur wurde sie 2008 zur EU-Sonderbeauftragten für das Europäische Jahr des interkulturellen Dialogs berufen. Seitdem betätigt sie sich als Kunstmalerin, ihre Werke wurden u. a. in Berlin und Warschau ausgestellt.

## Buchpublikationen
- Zukunftsangst Einwanderung. Beck’sche Reihe, München 1991, ISBN 978-3-406-34063-5
- Es ist etwas in mir, das nach Veränderung ruft. Der Sehnsucht folgen. Mit einem Vorwort von Stéphane Hessel. Kösel, München 2014, ISBN 978-3-466310-08-1
- Unsere Chance. Mut, Handeln und Visionen in der Krise. Europa-Verlag, Berlin 2015. ISBN 978-3-944305-69-1